# San Diego (Guatemala)
San Diego è un comune del Guatemala facente parte del dipartimento di Zacapa.